# Ett päron till farsa firar jul
Ett päron till farsa firar jul (engelska: National Lampoon's Christmas Vacation) är en amerikansk komedifilm från 1989 i regi av Jeremiah S. Chechik. I huvudrollerna som familjen Griswold ses Chevy Chase, Beverly D'Angelo, Juliette Lewis och Johnny Galecki. Filmen hade biopremiär i USA den 1 december 1989 och Sverigepremiär den 9 november 1990.
Som familjens överhuvud anstränger sig Clark W. Griswold att få familjen att följa amerikanska jultraditioner, till exempel försöker han täcka hela huset med bländande ljusdekorationer. Filmen har kommit att bli ett traditionellt inslag i TV-tablån kring juletid i många länder.
Filmen är den tredje i filmserien Ett päron till farsa. Tidigare filmer är Ett päron till farsa! (1983) och Ett päron till farsa på semester i Europa (1985). Efterföljande filmer är Ett päron till farsa i Las Vegas (1997) och Ett päron till farsa: Nästa generation (2015).

## Handling
Familjens överhuvud Clark Griswold vill att han och hans familj ska fira en traditionell amerikansk jul med alltid vad det innebär.
Men som alltid när Clark Griswold är i farten så händer det alltid en massa komiska och dråpliga saker och situationer när både farfar/farmor och morfar/mormor samtidigt kusin Eddie medfamilj och Tant Bethany och Farbror Lewis anländer för att fira jul.                                                                                      En utebliven julbonus skapar ilska och frustration hos Clark Griswold mot sin chef även grannarna hipsterparet Todd och Margo påverkas indirekt av Clark:s vilja och ambition att skapa den perfekta julen.

## Om filmen
Detta är den enda Ett päron till farsa-filmen som inte inkluderar Lindsey Buckinghams låt "Holiday Road". I dess ställe finns sången "Christmas Vacation" som skrevs för filmens räkning av låtskrivarduon Barry Mann och Cynthia Weil samt framförs av Mavis Staples.
Filmen är en del i en serie, de övriga filmerna är Ett päron till farsa (1983), Ett päron till farsa på semester i Europa (1985), Ett päron till farsa i Las Vegas (1997) och Ett päron till farsa: Nästa generation (2015).

## Rollista i urval
- Chevy Chase - Clark "Sparky" Griswold
- Beverly D'Angelo - Ellen Griswold
- Juliette Lewis - Audrey Griswold
- Johnny Galecki - Russell 'Rusty' Griswold
- John Randolph - Clark Wilhelm Griswold, Sr.
- Diane Ladd - Nora Griswold
- E.G. Marshall - Art Smith
- Doris Roberts - Frances Smith
- Randy Quaid - Kusin Eddie Johnson
- Miriam Flynn - Catherine Johnson
- Cody Burger - Rocky Johnson
- Ellen Hamilton Latzen - Ruby Sue Johnson
- William Hickey - Farbror Lewis
- Mae Questel - Tant Bethany
- Sam McMurray - Bill
- Nicholas Guest - Todd Chester
- Julia Louis-Dreyfus - Margo Chester
- Brian Doyle-Murray - Frank Shirley
- Natalia Nogulich - Helen Shirley

## Musik i filmen i urval
- "Christmas Vacation", text och musik: Cynthia Weil och Barry Mann, framförd av Mavis Staples
- "That Spirit of Christmas", text och musik: Mable John, Joel Webster och Parnell Davison, framförd av Ray Charles
- "Mele Kalikimaka",  text och musik: R. Alex Anderson, framförd av Bing Crosby och The Andrews Sisters
- "Here Comes Santa Claus", text och musik: Gene Autry och Oakley Haldeman, framförd av Gene Autry
- "Rudolph the Red-Nosed Reindeer", text och musik: Johnny Marks
- "O Come, All Ye Faithful" ("Adeste Fideles"), text: Frederick Oakeley, musik: John Reading, framförd av Chevy Chase och Beverly D'Angelo
- "Deck the Halls", Trad., text: Thomas Oliphant, framförd av Chevy Chase och Beverly D'Angelo
- "We Wish You a Merry Christmas", Trad., framförd av Chevy Chase och Beverly D'Angelo
- "Silent Night" ("Stille Nacht, heilige Nacht"), musik: Franz Gruber, text: Joseph Mohr
- "The 12 Days of Christmas", Trad., arrangerad av Frederic Austin, framförd av Perry Como